# Robert Pache
Robert Pache, född 26 september 1897 i Morges, död 31 december 1974 i Pully, var en schweizisk fotbollsspelare.
Pache blev olympisk silvermedaljör i fotboll vid sommarspelen 1924 i Paris.